# Міністерство освіти, культури та науки Нідерландів
Міністерство освіти, культури та науки (нід. Ministerie van Onderwijs, Cultuur en Wetenschappen; OCW) є міністерством Нідерландів, відповідальним за освіту, культуру, науку, дослідження, гендерну рівність і комунікації. Міністерство було створено в 1918 році як Міністерство освіти, мистецтва і науки і кілька разів змінювало назву, перш ніж воно стало Міністерством освіти, культури і науки в 1994 році. Міністерство очолює міністр освіти, культури та науки, нині Робберт Дейкграаф.

## Обов'язки
Місія міністерства — «працювати на користь розумних, здатних і творчих Нідерландів». Міністерство відповідає за три сфери політики:
- Повна освіта, від дитячого садка, початкової та середньої освіти до професійної підготовки та вищої освіти;
- Культура, мистецтво та суспільне мовлення;
- Наука та інновації.

## Організація
Зараз міністерство очолюють два міністри та один державний секретар. Головний офіс міністерства розташований у Hoftoren, найвищій будівлі Гааги. У міністерстві працює близько 2500 державних службовців. Державну службу очолюють генеральний секретар і заступник генерального секретаря, які очолюють систему трьох генеральних директоратів:
- Початкова та середня освіта;
- Вища освіта, професійна підготовка та наука;
- та Культура та ЗМІ.

Він має кілька автономних агентств:
- Центральна фінансова установа, яка відповідає за виконання фінансової політики:
- Колекція інституту Нідерланди;
- Національний архів;
- Державна служба з питань археології, культурного ландшафту та пам'яток;
- інспекція освіти;
- інспекція охорони культурного походження;
- Рада з питань науки і техніки; політика;
- Рада з питань освіти;
- та Рада з питань культури.

## Історія
Попередник міністерства, Міністерство освіти, мистецтв і науки, було засновано в 1918 році, коли воно стало автономним від Міністерства внутрішніх справ і відносин з Королівством. Він був заснований в результаті вирішення шкільної боротьби, конфлікту про вирівнювання фінансів для духовних і державних шкіл. Під час німецької окупації міністерство було перейменовано у Департамент освіти, науки та культурного збереження та окремий Департамент пропаганди та мистецтв. У 1965 році управління мистецтв було включено до складу нового Міністерства культури, відпочинку та соціальної роботи. У 1982 році це управління культури було включено до складу Міністерства охорони здоров'я. У 1996 році відділ культури повернувся до Міносвіти.